# Nasukarasuyama, Tochigi
Nasukarasuyama (那須烏山市 Nasukarasuyama-shi) là thành phố thuộc tỉnh Tochigi, Nhật Bản. Tính đến ngày 1 tháng 10 năm 2020, dân số ước tính thành phố là 24.875 người và mật độ dân số là 140 người/km2. Tổng diện tích thành phố là 174,3 km2.

## Địa lý

### Đô thị lân cận
- Tochigi
  - Sakura
  - Nakagawa
  - Takanezawa
  - Ichikai
- Ibaraki
  - Hitachiōmiya

### Khí hậu
| Dữ liệu khí hậu của Nasukarasuyama, Tochigi | Dữ liệu khí hậu của Nasukarasuyama, Tochigi | Dữ liệu khí hậu của Nasukarasuyama, Tochigi | Dữ liệu khí hậu của Nasukarasuyama, Tochigi | Dữ liệu khí hậu của Nasukarasuyama, Tochigi | Dữ liệu khí hậu của Nasukarasuyama, Tochigi | Dữ liệu khí hậu của Nasukarasuyama, Tochigi | Dữ liệu khí hậu của Nasukarasuyama, Tochigi | Dữ liệu khí hậu của Nasukarasuyama, Tochigi | Dữ liệu khí hậu của Nasukarasuyama, Tochigi | Dữ liệu khí hậu của Nasukarasuyama, Tochigi | Dữ liệu khí hậu của Nasukarasuyama, Tochigi | Dữ liệu khí hậu của Nasukarasuyama, Tochigi | Dữ liệu khí hậu của Nasukarasuyama, Tochigi |
| Tháng                                       | 1                                           | 2                                           | 3                                           | 4                                           | 5                                           | 6                                           | 7                                           | 8                                           | 9                                           | 10                                          | 11                                          | 12                                          | Năm                                         |
| ------------------------------------------- | ------------------------------------------- | ------------------------------------------- | ------------------------------------------- | ------------------------------------------- | ------------------------------------------- | ------------------------------------------- | ------------------------------------------- | ------------------------------------------- | ------------------------------------------- | ------------------------------------------- | ------------------------------------------- | ------------------------------------------- | ------------------------------------------- |
| Cao kỉ lục °C (°F)                          | 17.2 (63.0)                                 | 21.5 (70.7)                                 | 25.5 (77.9)                                 | 30.3 (86.5)                                 | 33.1 (91.6)                                 | 36.3 (97.3)                                 | 37.3 (99.1)                                 | 37.6 (99.7)                                 | 35.2 (95.4)                                 | 32.3 (90.1)                                 | 24.3 (75.7)                                 | 20.3 (68.5)                                 | 37.6 (99.7)                                 |
| Trung bình ngày tối đa °C (°F)              | 8.6 (47.5)                                  | 9.4 (48.9)                                  | 13.2 (55.8)                                 | 18.2 (64.8)                                 | 23.7 (74.7)                                 | 25.8 (78.4)                                 | 29.4 (84.9)                                 | 30.9 (87.6)                                 | 27.2 (81.0)                                 | 21.5 (70.7)                                 | 16.0 (60.8)                                 | 10.7 (51.3)                                 | 19.5 (67.2)                                 |
| Trung bình ngày °C (°F)                     | 0.9 (33.6)                                  | 2.5 (36.5)                                  | 6.4 (43.5)                                  | 11.3 (52.3)                                 | 17.2 (63.0)                                 | 20.6 (69.1)                                 | 24.4 (75.9)                                 | 25.4 (77.7)                                 | 21.5 (70.7)                                 | 15.6 (60.1)                                 | 9.1 (48.4)                                  | 3.4 (38.1)                                  | 13.2 (55.7)                                 |
| Tối thiểu trung bình ngày °C (°F)           | −5.4 (22.3)                                 | −3.7 (25.3)                                 | −0.1 (31.8)                                 | 4.7 (40.5)                                  | 11.3 (52.3)                                 | 16.4 (61.5)                                 | 20.8 (69.4)                                 | 21.5 (70.7)                                 | 17.5 (63.5)                                 | 10.9 (51.6)                                 | 3.4 (38.1)                                  | −2.4 (27.7)                                 | 7.9 (46.2)                                  |
| Thấp kỉ lục °C (°F)                         | −12.3 (9.9)                                 | −11.0 (12.2)                                | −7.6 (18.3)                                 | −5.7 (21.7)                                 | 0.6 (33.1)                                  | 7.0 (44.6)                                  | 12.8 (55.0)                                 | 11.7 (53.1)                                 | 7.6 (45.7)                                  | 0.7 (33.3)                                  | −4.0 (24.8)                                 | −9.0 (15.8)                                 | −12.3 (9.9)                                 |
| Lượng Giáng thủy trung bình mm (inches)     | 32.7 (1.29)                                 | 47.3 (1.86)                                 | 91.3 (3.59)                                 | 138.5 (5.45)                                | 128.0 (5.04)                                | 169.3 (6.67)                                | 180.9 (7.12)                                | 154.7 (6.09)                                | 188.8 (7.43)                                | 171.9 (6.77)                                | 69.5 (2.74)                                 | 47.7 (1.88)                                 | 1.436,3 (56.55)                             |
| Số ngày giáng thủy trung bình (≥ 1.0 mm)    | 3.5                                         | 5.6                                         | 8.2                                         | 9.8                                         | 9.5                                         | 12.3                                        | 13.2                                        | 10.5                                        | 11.0                                        | 9.3                                         | 6.3                                         | 4.8                                         | 104                                         |
| Số giờ nắng trung bình tháng                | 220.0                                       | 185.4                                       | 196.7                                       | 192.4                                       | 203.4                                       | 138.3                                       | 135.6                                       | 169.0                                       | 140.1                                       | 144.0                                       | 159.8                                       | 187.2                                       | 2.086,8                                     |
| Nguồn: Cục Khí tượng Nhật Bản               |                                             |                                             |                                             |                                             |                                             |                                             |                                             |                                             |                                             |                                             |                                             |                                             |                                             |